# Brühl (Esslingen am Neckar)

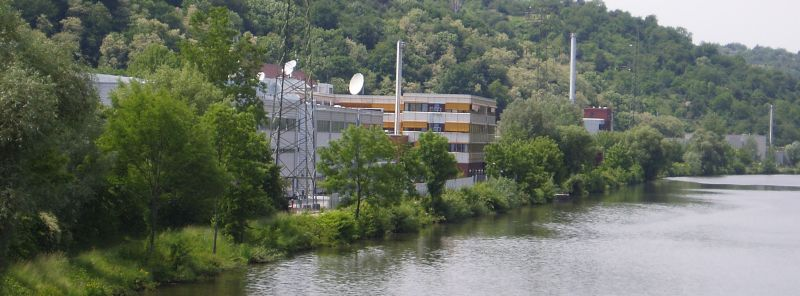
Blick von der Hanns-Martin-Schleyer-Brücke auf Brühl

Brühl ist ein Stadtteil von Esslingen am Neckar. Das Gebiet des Stadtteils wird im Nordosten vom Neckar und im Südwesten von der Bundesstraße 10 begrenzt. Er liegt im Westen der Stadt zwischen den Stadtteilen Weil und Mettingen und ist von dort aus über die 1964 erbaute Hanns-Martin-Schleyer-Brücke zu erreichen. 2006 wurde zwischen Brühl und Mettingen eine Fußgängerbrücke über den Neckar auf Höhe des Bahnhofs Mettingen gebaut.

## Geschichte

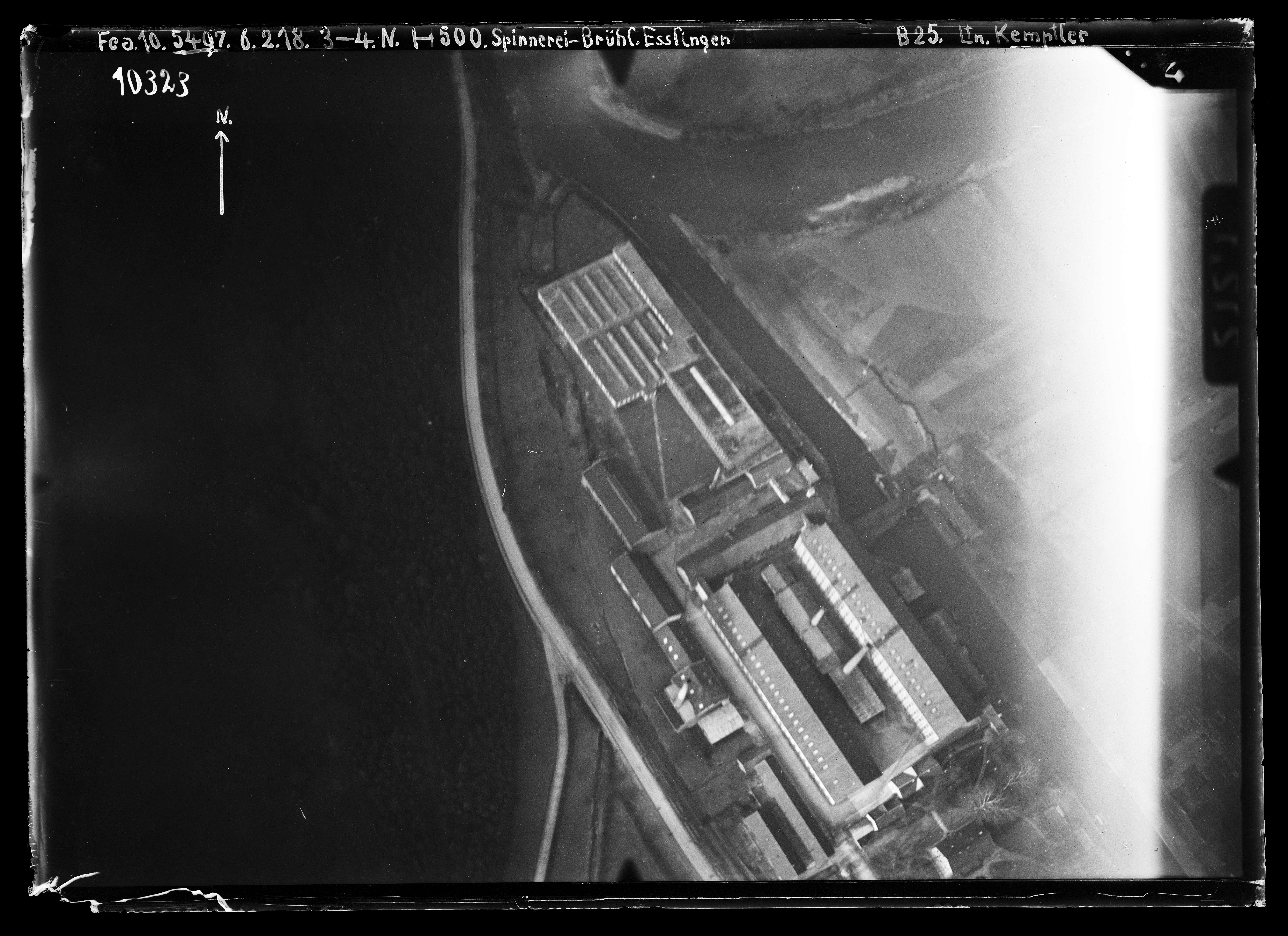
Luftbild der Spinnerei Brühl, Februar 1918

Das Gelände gehörte seit jeher zu Obertürkheim. Es wurde im Wesentlichen als Viehweide benutzt. 1856 wurde dort unter Ausnutzung der Wasserkraft die Württembergische Baumwollspinnerei und Weberei angesiedelt, die 1962 ihre Produktion einstellte. Am 1. April 1923 kam die Brühler Gemarkung zur Stadt Esslingen. Die Bevölkerungsstatistik weist für 1925 und 1939 jeweils 629, für 1946 830 Bewohner aus. Der Brühl wurde als Arbeiterkolonie angelegt und ist dies unter veränderten Vorzeichen (nach Übernahme der Baumwollspinnerei 1962 durch die Daimler AG) geblieben. Heute leben dort 1.547 Bewohner, davon 1.223 Ausländer.

## Politik
Der Ansprechpartner für die Belange des Stadtteils für die Stadtverwaltung und den Gemeinderat von Esslingen ist der Bürgerausschuss Mettingen Brühl Weil. Auf der Stadtteilebene gestaltet der Bürgerausschuss das kommunale Leben mit. Er ist Mitglied der Arbeitsgemeinschaft der Bürgerausschüsse, diese besteht zum Erfahrungsaustausch und zur Koordination der einzelnen Bürgerausschüsse der Stadt.
Grundlage für die Arbeitsweise und den Aufbau des Bürgerausschusses und der Arbeitsgemeinschaft ist der von der Arbeitsgemeinschaft am 21. Februar 1991 beschlossene Status. 
Als Grundlage für die Zusammenarbeit zwischen dem Bürgerausschuss, dem Gemeinderat und der Verwaltung wurde eine Vereinbarung getroffen. Diese wurde von der Arbeitsgemeinschaft am 17. Juli 1990 gebilligt und vom Gemeinderat am 10. Dezember 1990 genehmigt. Im Juni 2000 wurde sowohl der Status als auch die Vereinbarung redaktionell überarbeitet.
In einer öffentlichen Bürgerversammlung, die die Stadt Esslingen durchführt, wird der Bürgerausschuss für 3 Jahre gewählt.

## Unternehmen in Brühl
Ein Großteil der Fläche wird von einem Werksteil des Automobilherstellers Mercedes-Benz AG belegt. 2004 wurde in Brühl das zentrale technische Ausbildungszentrum für ca. 650 Auszubildende eröffnet. Es gehört zum Mercedes-Benz-Werk Untertürkheim. In dem Zentrum werden unter anderem Industriemechaniker, Elektroniker für Automatisierungstechnik, Technischer Zeichner, Mechatroniker und Kraftfahrzeugmechatroniker ausgebildet.